# ウビサ修道院
- ウビシ修道院

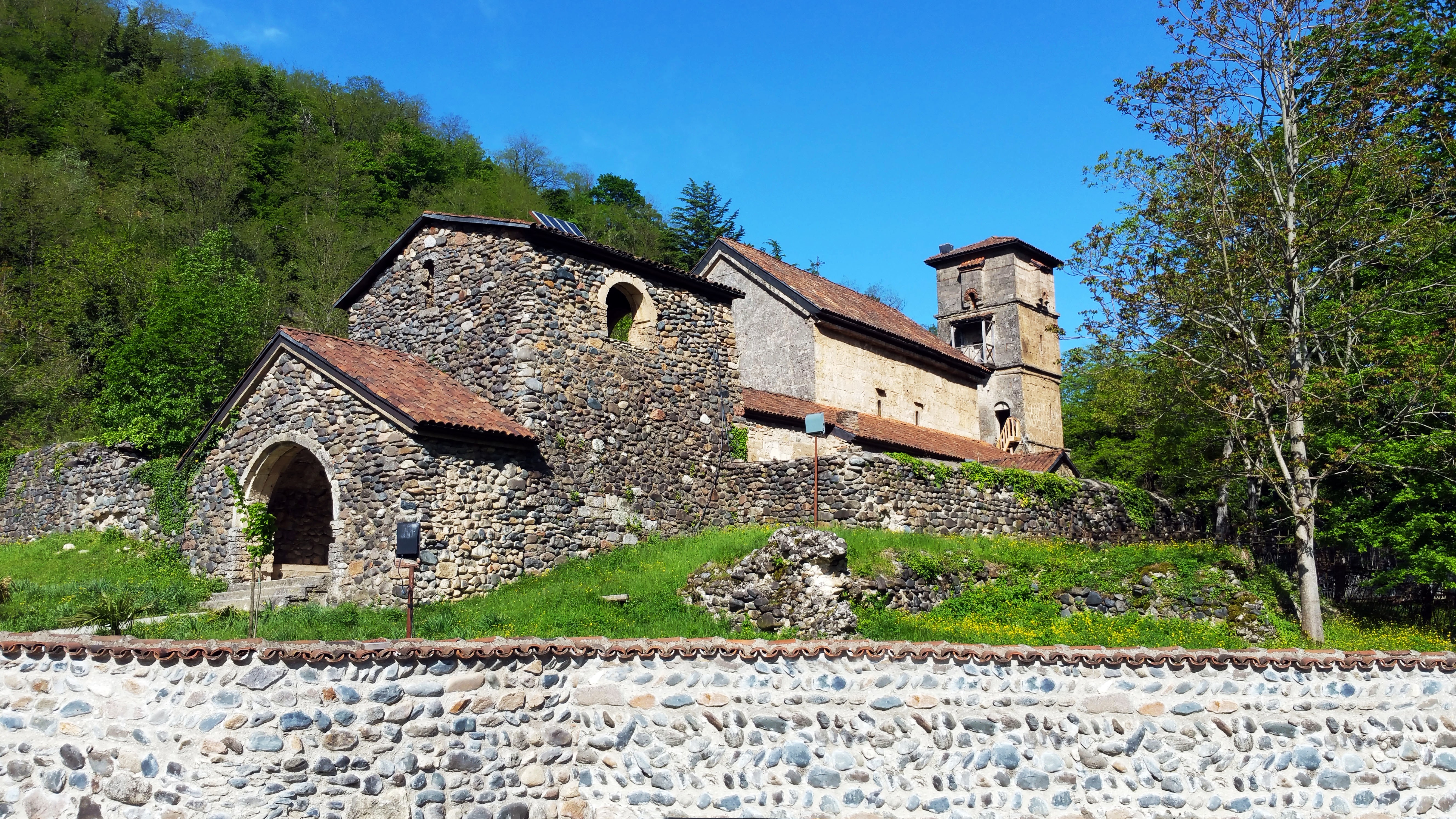
ウビサ修道院

ウビサ修道院（ウビサしゅうどういん、グルジア語: უბისის მონასტერი）はジョージアのイメレティ州ウビサ村（Ubisa、グルジア語: უბისა）にある中世の修道院である。ウビシ（Ubisi）と表記されることもある。
ウビサ複合修道院は、9世紀にグリゴル・ ハンズテリによって建立された聖ゲオルギオスの僧院、1141年に建てられた４層の塔、12世紀の城壁などの建造物の断片を含む。
修道院に描かれた壁画は14世紀後期のジョージアの画家ダミアンの筆によるもので、東ローマ帝国パレオロゴス王朝美術の影響を受けたものと思われる。修道院では蜂蜜も作られている。

## 壁画

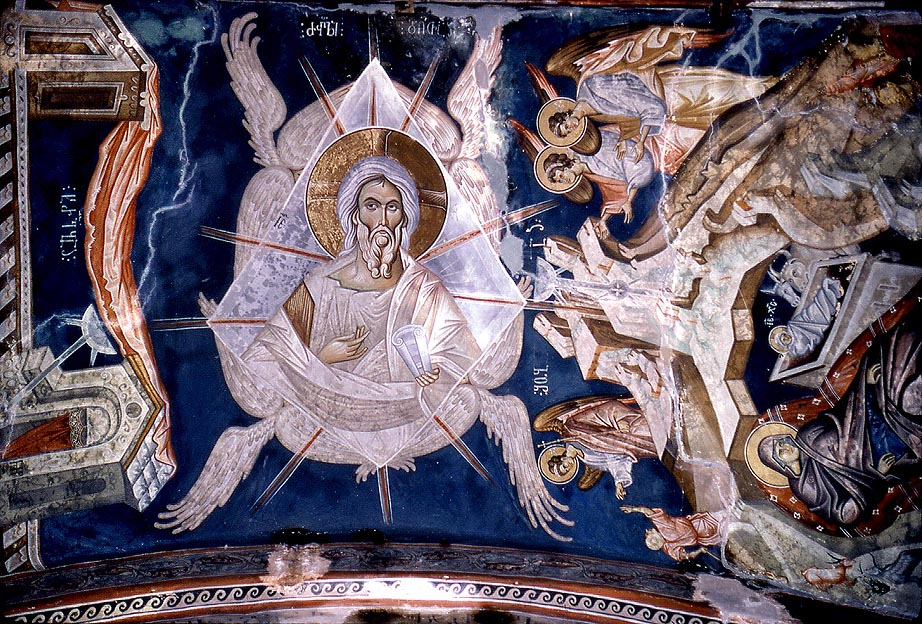
年を経た方（Ancient of Days）
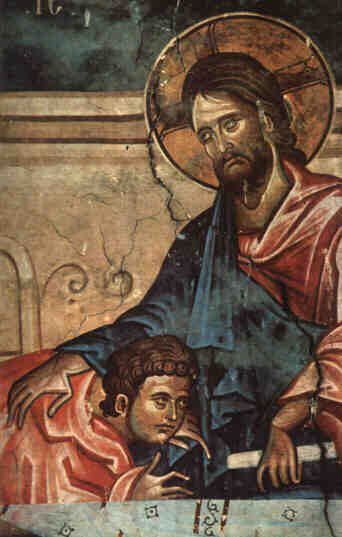
最後の晩餐からイエス・キリストとヨハネ（細部）
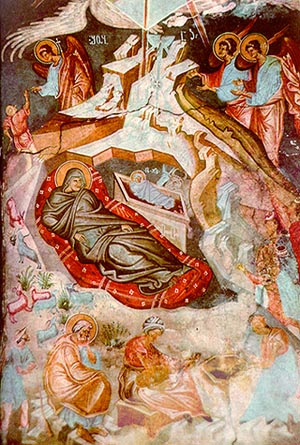
キリストの降誕